# 摩爾多瓦簽證政策

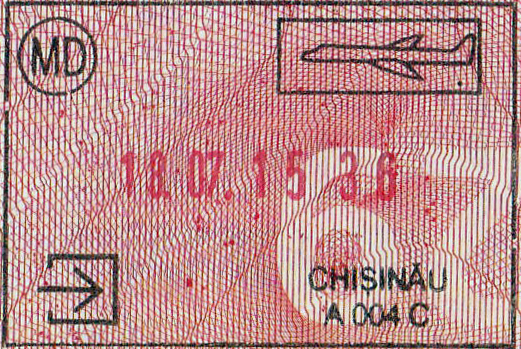
摩尔多瓦入境蓋印

摩尔多瓦政府允许部分国家的公民，為旅游或商业目的而免簽访问摩尔多瓦。其他国家的公民必须从大使馆获得签証或在網上取得電子簽証。所有旅客必须持有护照入境(欧盟、列支敦斯登、摩纳哥、圣马力诺、瑞士和土耳其公民亦可憑身分證入境)，有效期至預計出境日後3个月。

## 签证
摩尔多瓦签证是一个护照上文件。它包含的申請人姓名和国籍。

### 旅游签证
旅游签证持有人只可旅游和访问的亲属和/或朋友，禁止在摩尔多瓦从事商业或工作活动。

### 临时居留签证/工作签证
任何希望在摩尔多瓦生活和工作者将需要申请临时居留签证。若果申請人為工作目的申請簽証，申請人須為摩爾多瓦政府或摩爾多瓦公司工作，並擁有適當資歷、並能維持基本生活，沒有刑事記錄，並且曾接受身體檢查。所有文件均以羅馬尼亞語為準。

## 签证政策图

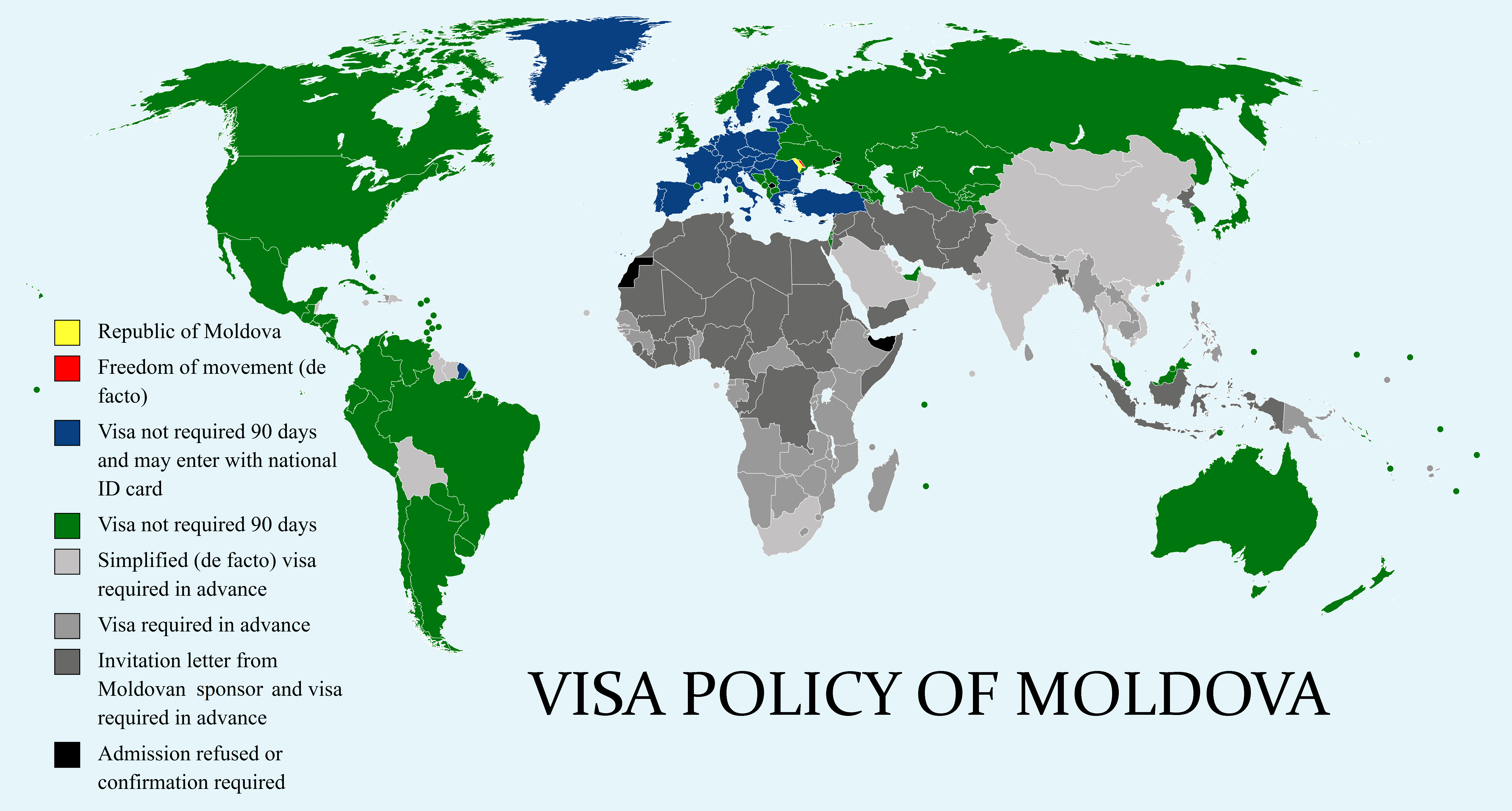
摩尔多瓦签证政策

## 免签政策
下列102个国家和领土的公民以及居住在这些国家和地区的无国籍人士和难民，可以无需签证进入摩尔多瓦共和国，每180天內为期可达90天。
| - 歐盟公民 1 2 - 阿尔巴尼亚 - 安道尔 - 安地卡及巴布達 - 阿根廷 - 亞美尼亞 - 巴哈马 - 白俄羅斯 - 巴西 - 加拿大 - 智利 - 哥伦比亚 - 古巴 - 多米尼克 - 薩爾瓦多 - 格瑞那達 | - 香港 - 冰島 - 以色列 - 日本 - 基里巴斯 - 列支敦斯登1 - 澳門 - 马来西亚 - 马绍尔群岛 - 模里西斯 - 墨西哥 - 密克羅尼西亞聯邦 - 摩納哥1 - 蒙特內哥羅 - 新西兰 - 尼加拉瓜 - 北馬其頓 - 挪威 - 帛琉 - 巴拿马 - 巴拉圭 - 秘魯 - 俄羅斯 - 圣马力诺 1 | - 圣基茨和尼维斯 - 圣卢西亚 - 萨摩亚 - 塞爾維亞 - 塞舌尔 - 新加坡 - 所罗门群岛 - 瑞士 1 - 东帝汶 - 千里達及托巴哥 - 土耳其 1 - 乌克兰 - 阿联酋 - 美国 - 乌拉圭 - 梵蒂冈 - 委內瑞拉 |  |

- 1 亦可持身份证入境(包括爱尔兰护照卡)
- 2包括所有类别的英国国籍。

## 替代签证
任何持有由申根成員國或歐盟成員國簽發有效的'C'类或'D'类签证或居留许可证者可免簽進入摩爾多瓦。
然而，这个政策並不适用于以下国家的护照持有人：
| - 阿富汗 - 阿尔及利亚 - 布吉納法索 - 喀麦隆 - 刚果民主共和国 - 刚果共和国 - 埃及 - 印度尼西亞 - 伊朗 - 伊拉克 - 约旦 - 黎巴嫩 - 利比里亚 | - 利比亞 - 毛里塔尼亚 - 摩洛哥 - 尼日尔 - 奈及利亞 - 巴基斯坦 - 巴勒斯坦 - 南蘇丹 - 苏丹 - 叙利亚 - 突尼西亞 - 越南 - 葉門 |  |

## 邀请函
以下国籍的公民都必须提供的邀请函以获得摩尔多瓦签証：
| - 阿富汗 - 阿尔及利亚 - 布吉納法索 - 喀麦隆 - 刚果共和国 - 刚果民主共和国 - 埃及 - 印度尼西亞 - 约旦 - 伊朗 - 伊拉克 - 黎巴嫩 - 利比里亚 | - 利比亞 - 毛里塔尼亚 - 摩洛哥 - 尼日尔 - 奈及利亞 - 巴基斯坦 - 巴勒斯坦 - 南蘇丹 - 苏丹 - 叙利亚 - 突尼西亞 - 葉門 |  |

任何人不论国籍，只要具備有效欧盟或申根国家颁发的签证或居住许可证，則無須繳交邀请函。

## 非普通护照
此外，中国、印度尼西亚、伊朗、卡塔尔、土库曼斯坦和越南外交/公务护照持有人不需要签证访问摩尔多瓦。

## 访客數據
抵达摩尔多瓦的訪客分别来自以下国家的国籍：
| 国家     | 2017年    | 2016年    | 2015年    |
| -------- | --------- | --------- | --------- |
| 羅馬尼亞 | 2,140,028 | 1,864,586 | 1,300,945 |
| 乌克兰   | 1,049,307 | 974,357   | 1,013,779 |
| 俄羅斯   | 314,266   | 247,846   | 258,320   |
| 保加利亚 | 70,592    | 55,391    | 47,831    |
| 義大利   | 42,972    | 34,829    | 32,884    |
| 德国     | 26,206    | 22,925    | 20,419    |
| 土耳其   | 24,529    | 21,193    | 21,818    |
| 以色列   | 22,891    | 20,551    | 17,518    |
| 美国     | 21,878    | 18,263    | 17,133    |
| 白俄羅斯 | 16,469    | 13,930    | 14,136    |
| 总數     | 3,879,964 | 3,395,132 | 2,856,089 |

## 外部鏈結
- 摩尔多瓦签证 （页面存档备份，存于）